# Test (Unix)
test je program nacházející se v Unixových systémech. Slouží k vyhodnocení výrazu, který je v daném formátu předán jako argumenty na příkazové řádce. Hojně se používá při vyhodnocování podmínek v shellech (např. bash). Při skriptování v unixových shellech se namísto test vyraz více používá ekvivalentní varianta [ vyraz ], která se více podobá programátorskému zápisu.

## Použití

### Návratová hodnota
V případě pravdivého výrazu vrací příkaz test 0.
Uveďme typické příklady použití:

### (Ne)Rovnost řetězců
```
  
test
 
$STR1
 
=
 
$STR2

  
test
 
$STR1
 
!
=
 
$STR2

```

### Relace mezi dvěma celými čísly
```
  
-eq:
 
rovnost,

  
-ge:
 
levý
 
operand
 
větší
 
nebo
 
roven
 
pravému

  
-gt:
 
levý
 
operand
 
větší
 
než
 
pravý

  
analogicky
 
-le,
 
-lt,
 
-ne

```

Příklad (je levý operand větší než pravý?):
```
 

  
test
 
$NUM1
 
-gt
 
$NUM2

```

### Práce se soubory
Tento příkaz zkontroluje, zda $DIR
existuje a je zároveň adresářem:
```
  
test
 
-d
 
$DIR

```

Přepínač -e použijeme pro ověření existence souboru.

### Použití při větvení
Uveďme příklad pro kontrolu počtu argumentů. Předpokládejme, že jsme napsali skript, který vyžaduje pevný počet vstupních argumentů (např. 3). Proveďme tedy kontrolu a v případě neúspěchu vraťme kladnou hodnotu indikující neúspěch:
```
 
if
 
test
 
"
$#
"
 
-ne
 
3
;
 
then

   
echo
 
"Spatny pocet argumentu!"

   
exit
 
1

 
fi

```

Nebo jiným zápisem:
```
 
if
 
[
 
"
$#
"
 
-ne
 
3
 
]
;
 
then

   
echo
 
"Spatny pocet argumentu!"

   
exit
 
1

 
fi

```

Za povšimnutí stojí to, že v druhém případě je potřeba správně vložit mezery. Níže uvedenému shell rozumět nebude
```
 
[
3
 
-eq
 
3
]

```

protože shell nezná program s názvem [3.